# La luna e la follia
La luna e la follia è una raccolta di racconti di Isaac Bashevis Singer, pubblicata da Longanesi nel 1984, con la traduzione di Mario Biondi. Sono 16 racconti dalla raccolta in lingua inglese The Collected Stories, pubblicata da Farrar Straus & Giroux nel 1982, che ne contiene 47. In originale i racconti erano apparsi in lingua yiddish.

## Titoli della raccolta
1. La seduta (The Seance [trad. Roger H. Klein e Cecil Hemley], presente anche nelle antologie L'ultimo demone, Lo scrittore di lettere e in Racconti, nella trad. di Gabriella Luzzani con il titolo La seduta spiritica)
2. Lo scannatore rituale (The Slaughterer [trad. Mirra Ginsburg], anche in Lo scrittore di lettere e in Racconti, nella trad. di Gabriella Luzzani con il titolo Il macellatore)
3. Il violinista morto (The Dead Fiddler [trad. Mirra Ginsburg], anche in Lo scrittore di lettere e in Racconti, nella trad. di Gabriella Luzzani)
4. Henne Fuoco (Henne Fire [trad. dell'autore con Dorothea Straus], anche in Lo scrittore di lettere e in Racconti, nella trad. di Gabriella Luzzani con il titolo La Henne del fuoco)
5. Lo scrittore di lettere (The Letter Writer [trad. Alizah Shevrin e Elizabeth Shub], anche in Lo scrittore di lettere e in Racconti, nella trad. di Gabriella Luzzani con il titolo L'uomo che scriveva lettere)
6. Una giornata a Coney Island (A Day in Coney Island [trad. dell'autore con Laurie Colwin], anche in La giovenca malata di nostalgia e in Racconti, nella trad. di Gabriella Luzzani)[2]
7. Il cabbalista della East Broadway (The Cabalist of East Broadway [trad. dell'autore con Herbert Lottman], anche in L'ultimo demone, La giovanca malata di nostalgia e in Racconti, nella trad. di Gabriella Luzzani)[2]
8. Una citazione da Klopstock (A Quotation from Klopstock [trad. dell'autore con Dorothea Straus], anche in La giovanca malata di nostalgia e in Racconti, nella trad. di Gabriella Luzzani)[2]
9. Un ballo e un salto (A Dance and a Hop [trad. dell'autore con Ruth Schachner Finkel], anche in La giovanca malata di nostalgia e in Racconti, nella trad. di Anna Ravano con il titolo Qualche giro di danza)[2]
10. Nonno e nipote (Grandfather and Grandson [trad. Evelyn Torton Beck e Ruth Schachner Finkel], anche in La giovanca malata di nostalgia e in Racconti, nella trad. di Anna Ravano)[2]
11. Una notte all'ospizio dei poveri (A Night in the Poorhouse [trad. Joseph Singer], anche in La giovanca malata di nostalgia e in Racconti, nella trad. di Anna Ravano)
12. Fuga dalla civiltà (Escape form Civilization [trad. dell'autore con Ruth Schachner Finkel], anche in La giovanca malata di nostalgia e in Racconti, nella trad. di Gabriella Luzzani)
13. Vanvild Kava (Vanvild Kava [trad. dell'autore], anche in La giovanca malata di nostalgia e in Racconti, nella trad. di Gabriella Luzzani)
14. Di nuovo insieme (The Reencounter [trad. dell'autore], anche in La giovanca malata di nostalgia e in Racconti, nella trad. di Anna Ravano con il titolo Ritrovarsi)
15. Vicini (Neighbors [trad. dell'autore con Herbert R. Lottman], anche in La giovanca malata di nostalgia e in Racconti, nella trad. di Anna Ravano)[2]
16. La luna e la follia (Moon and Madness [trad. dell'autore], anche in La giovanca malata di nostalgia e in Racconti, nella trad. di Gabriella Luzzani con il titolo Luna e follia)

## Edizioni italiane
- trad. dall'inglese di Mario Biondi, Longanesi (collana "La gaja scienza" n. 120), Milano, 1984
- stessa trad. in ed. economica, TEA (coll. "TEA" n. 80 e "TEAdue" n. 528), Milano, 1989 ISBN 8878191310 ISBN 8878181668